# Giải bóng đá vô địch quốc gia Đức 2023–24
Giải bóng đá vô địch quốc gia Đức 2023–24 (Bundesliga 2023-24) là mùa giải thứ 61 của Giải bóng đá vô địch quốc gia Đức, giải đấu bóng đá hàng đầu của Đức. Giải bắt đầu vào ngày 18 tháng 8 năm 2023 và kết thúc vào ngày 18 tháng 5 năm 2024.
Bayern Munich là đương kim vô địch 11 lần liên tiếp, nhưng đã không thể bảo vệ danh hiệu sau khi Bayer Leverkusen lên ngôi vô địch lần đầu tiên sớm 5 trận sau chiến thắng 5–0 trước Werder Bremen, trở thành đội vô địch thứ 13 trong lịch sử Bundesliga và kết thúc chuỗi 11 chức vô địch liên tiếp của Bayern Munich. Đồng thời, Bayer Leverkusen cũng là đội bóng đầu tiên tại Bundesliga kết thúc mùa giải với một thành tích bất bại với 28 chiến thắng và 6 trận hòa.
Lịch thi đấu được công bố vào ngày 30 tháng 6 năm 2023.

## Các đội bóng
Tổng cộng có 18 câu lạc bộ tham dự Bundesliga mùa giải 2023–24.

### Thay đổi đội
| Thăng hạng từ 2. Bundesliga 2022–23 | Xuống hạng từ Bundesliga 2022–23 |
| ----------------------------------- | -------------------------------- |
| 1. FC Heidenheim Darmstadt 98       | Schalke 04 Hertha BSC            |

SV Darmstadt 98 trở lại Bundesliga sau 6 năm vắng bóng trong khi 1. FC Heidenheim thi đấu ở Bundesliga lần đầu tiên trong lịch sử câu lạc bộ.

### Sân vận động và vị trí
| Câu lạc bộ               | Vị trí               | Sân vận động                   | Sức chứa |
| ------------------------ | -------------------- | ------------------------------ | -------- |
| FC Augsburg              | Augsburg             | WWK Arena                      | 30.660   |
| Union Berlin             | Berlin               | Stadion An der Alten Försterei | 22.012   |
| VfL Bochum               | Bochum               | Vonovia Ruhrstadion            | 27.599   |
| Werder Bremen            | Bremen               | Wohninvest Weserstadion        | 42.100   |
| Darmstadt 98             | Darmstadt            | Merck-Stadion am Böllenfalltor | 17.650   |
| Borussia Dortmund        | Dortmund             | Signal Iduna Park              | 81.365   |
| Eintracht Frankfurt      | Frankfurt            | Deutsche Bank Park             | 58.000   |
| SC Freiburg              | Freiburg im Breisgau | Europa-Park Stadion            | 34.700   |
| 1. FC Heidenheim         | Heidenheim           | Voith-Arena                    | 15.000   |
| TSG Hoffenheim           | Sinsheim             | PreZero Arena                  | 30.150   |
| 1. FC Köln               | Cologne              | RheinEnergieStadion            | 49.698   |
| RB Leipzig               | Leipzig              | Red Bull Arena                 | 47.069   |
| Bayer Leverkusen         | Leverkusen           | BayArena                       | 30.210   |
| Mainz 05                 | Mainz                | Mewa Arena                     | 33.305   |
| Borussia Mönchengladbach | Mönchengladbach      | Borussia-Park                  | 54.057   |
| Bayern Munich            | Munich               | Allianz Arena                  | 75.000   |
| VfB Stuttgart            | Stuttgart            | MHPArena                       | 60.449   |
| VfL Wolfsburg            | Wolfsburg            | Volkswagen Arena               | 30.000   |

### Nhân sự và trang phục
| Đội                      | Huấn luyện viên         | Đội trưởng          | Nhà sản xuất trang phục | Nhà tài trợ áo đấu                          | Nhà tài trợ áo đấu                                                            |
| Đội                      | Huấn luyện viên         | Đội trưởng          | Nhà sản xuất trang phục | Phía trước                                  | Tay áo                                                                        |
| ------------------------ | ----------------------- | ------------------- | ----------------------- | ------------------------------------------- | ----------------------------------------------------------------------------- |
| FC Augsburg              | Jess Thorup             | Ermedin Demirović   | Mizuno                  | WWK Versicherung                            | Siegmund                                                                      |
| Union Berlin             | Marco Grote (tạm quyền) | Christopher Trimmel | Adidas                  | Paramount+                                  | JD Sports                                                                     |
| VfL Bochum               | Thomas Letsch           | Anthony Losilla     | Mizuno                  | Vonovia                                     | Moritz Fiege (trong các trận đấu cúp)                                         |
| Werder Bremen            | Ole Werner              | Marco Friedl        | Hummel                  | Matthäi                                     | Ammerländer                                                                   |
| Darmstadt 98             | Torsten Lieberknecht    | Fabian Holland      | Craft                   | HAIX                                        | 28 Black                                                                      |
| Borussia Dortmund        | Edin Terzić             | Emre Can            | Puma                    | 1&1/Evonik (trong các trận đấu cúp và UEFA) | GLS Group                                                                     |
| Eintracht Frankfurt      | Dino Toppmöller         | Sebastian Rode      | Nike                    | Indeed.com                                  | Elotrans reload                                                               |
| SC Freiburg              | Christian Streich       | Christian Günter    | Nike                    | JobRad                                      | Lexware                                                                       |
| 1. FC Heidenheim         | Frank Schmidt           | Patrick Mainka      | Puma                    | MHP                                         | Voith                                                                         |
| TSG Hoffenheim           | Pellegrino Matarazzo    | Oliver Baumann      | Joma                    | SAP                                         | hep global                                                                    |
| 1. FC Köln               | Steffen Baumgart        | Florian Kainz       | Hummel                  | REWE                                        | DEVK                                                                          |
| RB Leipzig               | Marco Rose              | Willi Orbán         | Nike                    | Red Bull                                    | AOC Die Stadtentwickler/IHG Hotels & Resorts (trong các trận đấu cúp và UEFA) |
| Bayer Leverkusen         | Xabi Alonso             | Lukas Hradecky      | Castore                 | Barmenia Versicherungen                     | Trive/Kumho Tyres (trong các trận đấu cúp)                                    |
| Mainz 05                 | Jan Siewert (tạm quyền) | Silvan Widmer       | Jako                    | Kömmerling                                  | iDM                                                                           |
| Borussia Mönchengladbach | Gerardo Seoane          | Jonas Omlin         | Puma                    | Flatex                                      | Sonepar                                                                       |
| Bayern Munich            | Thomas Tuchel           | Manuel Neuer        | Adidas                  | Deutsche Telekom                            | Audi                                                                          |
| VfB Stuttgart            | Sebastian Hoeneß        | Waldemar Anton      | Jako                    | Winamax                                     | hep global                                                                    |
| VfL Wolfsburg            | Niko Kovač              | Maximilian Arnold   | Nike                    | Volkswagen                                  | Linglong Tire                                                                 |

## Bảng xếp hạng
| VT | Đội                      | ST | T  | H  | B  | BT | BB | HS  | Đ  | Giành quyền tham dự hoặc xuống hạng     |
| -- | ------------------------ | -- | -- | -- | -- | -- | -- | --- | -- | --------------------------------------- |
| 1  | Bayer Leverkusen (C)     | 34 | 28 | 6  | 0  | 89 | 24 | +65 | 90 | Lọt vào vòng đấu hạng Champions League  |
| 2  | VfB Stuttgart            | 34 | 23 | 4  | 7  | 78 | 39 | +39 | 73 | Lọt vào vòng đấu hạng Champions League  |
| 3  | Bayern Munich            | 34 | 23 | 3  | 8  | 94 | 45 | +49 | 72 | Lọt vào vòng đấu hạng Champions League  |
| 4  | RB Leipzig               | 34 | 19 | 8  | 7  | 77 | 39 | +38 | 65 | Lọt vào vòng đấu hạng Champions League  |
| 5  | Borussia Dortmund        | 34 | 18 | 9  | 7  | 68 | 43 | +25 | 63 | Lọt vào vòng đấu hạng Champions League  |
| 6  | Eintracht Frankfurt      | 34 | 11 | 14 | 9  | 51 | 50 | +1  | 47 | Lọt vào vòng đấu hạng Europa League     |
| 7  | TSG Hoffenheim           | 34 | 13 | 7  | 14 | 66 | 66 | 0   | 46 | Lọt vào vòng đấu hạng Europa League     |
| 8  | 1. FC Heidenheim         | 34 | 10 | 12 | 12 | 50 | 55 | −5  | 42 | Lọt vào vòng play-off Conference League |
| 9  | Werder Bremen            | 34 | 11 | 9  | 14 | 48 | 54 | −6  | 42 |                                         |
| 10 | SC Freiburg              | 34 | 11 | 9  | 14 | 45 | 58 | −13 | 42 |                                         |
| 11 | FC Augsburg              | 34 | 10 | 9  | 15 | 50 | 60 | −10 | 39 |                                         |
| 12 | VfL Wolfsburg            | 34 | 10 | 7  | 17 | 41 | 56 | −15 | 37 |                                         |
| 13 | Mainz 05                 | 34 | 7  | 14 | 13 | 39 | 51 | −12 | 35 |                                         |
| 14 | Borussia Mönchengladbach | 34 | 7  | 13 | 14 | 56 | 67 | −11 | 34 |                                         |
| 15 | Union Berlin             | 34 | 9  | 6  | 19 | 33 | 58 | −25 | 33 |                                         |
| 16 | VfL Bochum (O)           | 34 | 7  | 12 | 15 | 42 | 74 | −32 | 33 | Lọt vào vòng play-off xuống hạng        |
| 17 | 1. FC Köln (R)           | 34 | 5  | 12 | 17 | 28 | 60 | −32 | 27 | Xuống hạng đến 2. Bundesliga            |
| 18 | Darmstadt 98 (R)         | 34 | 3  | 8  | 23 | 30 | 86 | −56 | 17 | Xuống hạng đến 2. Bundesliga            |

## Kết quả
| Nhà \ Khách              | AUG | UNB | BOC | BRE | DAR | DOR | FRA | FRE | HEI | HOF | KÖL | LEI | LEV | MAI | MÖN | MUN | STU | WOL |
| ------------------------ | --- | --- | --- | --- | --- | --- | --- | --- | --- | --- | --- | --- | --- | --- | --- | --- | --- | --- |
| FC Augsburg              | —   | 2–0 | 2–2 | 0–3 | 1–2 | 1–1 | 2–1 | 2–1 | 1–0 | 1–1 | 1–1 | 2–2 | 0–1 | 2–1 | 4–4 | 2–3 | 0–1 | 3–2 |
| Union Berlin             | 1–1 | —   | 3–4 | 2–1 | 1–0 | 0–2 | 0–3 | 2–1 | 2–2 | 0–2 | 2–0 | 0–3 | 0–1 | 4–1 | 3–1 | 1–5 | 0–3 | 1–0 |
| VfL Bochum               | 1–1 | 3–0 | —   | 1–1 | 2–2 | 1–1 | 1–1 | 1–2 | 1–1 | 3–2 | 1–1 | 1–4 | 0–5 | 2–2 | 1–3 | 3–2 | 1–0 | 3–1 |
| Werder Bremen            | 2–0 | 2–0 | 4–1 | —   | 1–1 | 1–2 | 2–2 | 3–1 | 1–2 | 2–3 | 2–1 | 1–1 | 0–3 | 4–0 | 2–2 | 0–4 | 2–1 | 0–2 |
| Darmstadt 98             | 0–6 | 1–4 | 1–2 | 4–2 | —   | 0–3 | 2–2 | 0–1 | 0–1 | 0–6 | 0–1 | 1–3 | 0–2 | 0–0 | 3–3 | 2–5 | 1–2 | 0–1 |
| Borussia Dortmund        | 5–1 | 4–2 | 3–1 | 1–0 | 4–0 | —   | 3–1 | 3–0 | 2–2 | 2–3 | 1–0 | 2–3 | 1–1 | 1–1 | 4–2 | 0–4 | 0–1 | 1–0 |
| Eintracht Frankfurt      | 3–1 | 0–0 | 1–1 | 1–1 | 1–0 | 3–3 | —   | 0–0 | 2–0 | 3–1 | 1–1 | 2–2 | 1–5 | 1–0 | 2–1 | 5–1 | 1–2 | 2–2 |
| SC Freiburg              | 2–0 | 0–0 | 2–1 | 1–0 | 1–1 | 2–4 | 3–3 | —   | 1–1 | 3–2 | 2–0 | 1–4 | 2–3 | 1–1 | 3–3 | 2–2 | 1–3 | 1–2 |
| 1. FC Heidenheim         | 2–5 | 1–0 | 0–0 | 4–2 | 3–2 | 0–0 | 1–2 | 3–2 | —   | 2–3 | 4–1 | 1–2 | 1–2 | 1–1 | 1–1 | 3–2 | 2–0 | 1–1 |
| TSG Hoffenheim           | 3–1 | 0–1 | 3–1 | 2–1 | 3–3 | 1–3 | 1–3 | 1–2 | 1–1 | —   | 1–1 | 1–1 | 2–3 | 1–1 | 4–3 | 4–2 | 0–3 | 3–1 |
| 1. FC Köln               | 1–1 | 3–2 | 2–1 | 0–1 | 0–2 | 0–4 | 2–0 | 0–0 | 1–1 | 1–3 | —   | 1–5 | 0–2 | 0–0 | 3–1 | 0–1 | 0–2 | 1–2 |
| RB Leipzig               | 3–0 | 2–0 | 0–0 | 1–1 | 2–0 | 4–1 | 0–1 | 3–1 | 2–1 | 3–1 | 6–0 | —   | 2–3 | 0–0 | 2–0 | 2–2 | 5–1 | 3–0 |
| Bayer Leverkusen         | 2–1 | 4–0 | 4–0 | 5–0 | 5–1 | 1–1 | 3–0 | 2–1 | 4–1 | 2–1 | 3–0 | 3–2 | —   | 2–1 | 0–0 | 3–0 | 2–2 | 2–0 |
| Mainz 05                 | 1–0 | 1–1 | 2–0 | 0–1 | 4–0 | 3–0 | 1–1 | 0–1 | 0–1 | 4–1 | 1–1 | 2–0 | 0–3 | —   | 1–1 | 1–3 | 1–3 | 1–1 |
| Borussia Mönchengladbach | 1–2 | 0–0 | 5–2 | 2–2 | 0–0 | 1–2 | 1–1 | 0–3 | 2–1 | 2–1 | 3–3 | 0–1 | 0–3 | 2–2 | —   | 1–2 | 3–1 | 4–0 |
| Bayern Munich            | 3–1 | 1–0 | 7–0 | 0–1 | 8–0 | 0–2 | 2–1 | 3–0 | 4–2 | 3–0 | 2–0 | 2–1 | 2–2 | 8–1 | 3–1 | —   | 3–0 | 2–0 |
| VfB Stuttgart            | 3–0 | 2–0 | 5–0 | 2–0 | 3–1 | 2–1 | 3–0 | 5–0 | 3–3 | 2–3 | 1–1 | 5–2 | 1–1 | 3–1 | 4–0 | 3–1 | —   | 3–1 |
| VfL Wolfsburg            | 1–3 | 2–1 | 1–0 | 2–2 | 3–0 | 1–1 | 2–0 | 0–1 | 2–0 | 2–2 | 1–1 | 2–1 | 1–2 | 1–3 | 1–3 | 1–2 | 2–3 | —   |

## Vòng play-off xuống hạng
Vòng play-off xuống hạng diễn ra vào ngày 22 hoặc 23 và ngày 27 hoặc 29 tháng 5 năm 2024.

## Thống kê

### Ghi bàn hàng đầu
| Hạng | Cầu thủ           | Câu lạc bộ        | Số bàn thắng |
| ---- | ----------------- | ----------------- | ------------ |
| 1    | Harry Kane        | Bayern Munich     | 36           |
| 2    | Serhou Guirassy   | VfB Stuttgart     | 26           |
| 3    | Loïs Openda       | RB Leipzig        | 24           |
| 4    | Deniz Undav       | VfB Stuttgart     | 18           |
| 5    | Maximilian Beier  | TSG Hoffenheim    | 15           |
| 5    | Ermedin Demirović | FC Augsburg       | 15           |
| 7    | Victor Boniface   | Bayer Leverkusen  | 13           |
| 7    | Benjamin Šeško    | RB Leipzig        | 13           |
| 9    | Marvin Ducksch    | Werder Bremen     | 12           |
| 9    | Niclas Füllkrug   | Borussia Dortmund | 12           |
| 9    | Tim Kleindienst   | 1. FC Heidenheim  | 12           |
| 9    | Andrej Kramarić   | TSG Hoffenheim    | 12           |
| 9    | Donyell Malen     | Borussia Dortmund | 12           |

### Kiến tạo hàng đầu
| Hạng | Cầu thủ           | Câu lạc bộ        | Số kiến tạo |
| ---- | ----------------- | ----------------- | ----------- |
| 1    | Álex Grimaldo     | Bayer Leverkusen  | 13          |
| 2    | Julian Brandt     | Borussia Dortmund | 11          |
| 2    | Leroy Sané        | Bayern Munich     | 11          |
| 2    | Jan-Niklas Beste  | 1. FC Heidenheim  | 11          |
| 2    | Florian Wirtz     | Bayer Leverkusen  | 11          |
| 2    | Xavi Simons       | RB Leipzig        | 11          |
| 7    | Thomas Müller     | Bayern Munich     | 9           |
| 7    | Marvin Ducksch    | Werder Bremen     | 9           |
| 7    | Ermedin Demirović | Augsburg          | 9           |
| 7    | Kevin Stöger      | VfL Bochum        | 9           |
| 7    | Deniz Undav       | VfB Stuttgart     | 9           |

### Hat-trick
| Cầu thủ         | Câu lạc bộ               | Đối đầu với       | Kết quả | Ngày                 |
| --------------- | ------------------------ | ----------------- | ------- | -------------------- |
| Kevin Behrens   | Union Berlin             | Mainz 05          | 4–1 (N) | 20 tháng 8 năm 2023  |
| Serhou Guirassy | VfB Stuttgart            | Mainz 05          | 3–1 (K) | 16 tháng 9 năm 2023  |
| Harry Kane      | Bayern Munich            | VfL Bochum        | 7–0 (N) | 23 tháng 9 năm 2023  |
| Serhou Guirassy | VfB Stuttgart            | VfL Wolfsburg     | 3–1 (N) | 7 tháng 10 năm 2023  |
| Harry Kane      | Bayern Munich            | Darmstadt 98      | 8–0 (N) | 28 tháng 10 năm 2023 |
| Harry Kane      | Bayern Munich            | Borussia Dortmund | 4–0 (A) | 4 tháng 11 năm 2023  |
| Patrik Schick   | Bayer Leverkusen         | VfL Bochum        | 4–0 (H) | 20 tháng 12 năm 2023 |
| Deniz Undav     | VfB Stuttgart            | RB Leipzig        | 5–2 (H) | 27 tháng 1 năm 2024  |
| Niclas Füllkrug | Borussia Dortmund        | VfL Bochum        | 3–1 (H) | 28 tháng 1 năm 2024  |
| Harry Kane      | Bayern Munich            | Mainz 05          | 8–1 (H) | 9 tháng 3 năm 2024   |
| Florian Wirtz   | Bayer Leverkusen         | Werder Bremen     | 5–0 (H) | 14 tháng 4 năm 2024  |
| Robin Hack      | Borussia Mönchengladbach | TSG Hoffenheim    | 3–4 (A) | 20 tháng 4 năm 2024  |
| Andrej Kramarić | TSG Hoffenheim           | Bayern Munich     | 4–2 (H) | 18 tháng 5 năm 2024  |

### Số trận giữ sạch lưới
Tính đến ngày 6 tháng 4 năm 2024
| Hạng | Cầu thủ          | Câu lạc bộ          | Số trận giữ sạch lưới |
| ---- | ---------------- | ------------------- | --------------------- |
| 1    | Lukas Hradecky   | Bayer Leverkusen    | 15                    |
| 2    | Noah Atubolu     | SC Freiburg         | 10                    |
| 2    | Alexander Nübel  | VfB Stuttgart       | 10                    |
| 4    | Frederik Rønnow  | Union Berlin        | 7                     |
| 4    | Kevin Trapp      | Eintracht Frankfurt | 7                     |
| 4    | Robin Zentner    | Mainz 05            | 7                     |
| 7    | Gregor Kobel     | Borussia Dortmund   | 6                     |
| 7    | Kevin Müller     | 1. FC Heidenheim    | 6                     |
| 7    | Manuel Neuer     | Bayern Munich       | 6                     |
| 7    | Michael Zetterer | Werder Bremen       | 6                     |

## Giải thưởng

### Giải thưởng hàng tháng
| Tháng    | Cầu thủ xuất sắc nhất tháng | Cầu thủ xuất sắc nhất tháng | Tân binh xuất sắc nhất tháng | Tân binh xuất sắc nhất tháng | Bàn thắng đẹp nhất tháng | Bàn thắng đẹp nhất tháng | Tham khảo            |
| Tháng    | Cầu thủ                     | Câu lạc bộ                  | Cầu thủ                      | Câu lạc bộ                   | Cầu thủ                  | Câu lạc bộ               | Tham khảo            |
| -------- | --------------------------- | --------------------------- | ---------------------------- | ---------------------------- | ------------------------ | ------------------------ | -------------------- |
| Tháng 8  | Victor Boniface             | Bayer Leverkusen            | Victor Boniface              | Bayer Leverkusen             | Jan-Niklas Beste         | 1. FC Heidenheim         | [ 16 ] [ 17 ] [ 18 ] |
| Tháng 9  | Serhou Guirassy             | VfB Stuttgart               | Victor Boniface              | Bayer Leverkusen             | Xavi Simons              | RB Leipzig               | [ 16 ] [ 17 ] [ 18 ] |
| Tháng 10 | Florian Wirtz               | Bayer Leverkusen            | Victor Boniface              | Bayer Leverkusen             | Harry Kane               | Bayern Munich            | [ 16 ] [ 17 ] [ 18 ] |
| Tháng 11 | Deniz Undav                 | VfB Stuttgart               | Victor Boniface              | Bayer Leverkusen             | Harry Kane               | Bayern Munich            | [ 16 ] [ 17 ] [ 18 ] |
| Tháng 12 | Florian Wirtz               | Bayer Leverkusen            | Xavi Simons                  | RB Leipzig                   | Harry Kane               | Bayern Munich            | [ 16 ] [ 17 ] [ 18 ] |
| Tháng 1  | Deniz Undav                 | VfB Stuttgart               | Ian Maatsen                  | Borussia Dortmund            | Xavi Simons              | RB Leipzig               | [ 16 ] [ 17 ] [ 18 ] |
| Tháng 2  | Florian Wirtz               | Bayer Leverkusen            | Maximilian Beier             | TSG Hoffenheim               | Harry Kane               | Bayern Munich            | [ 16 ] [ 17 ] [ 18 ] |
| Tháng 3  | Serhou Guirassy             | VfB Stuttgart               | Maximilian Beier             | TSG Hoffenheim               | Jamal Musiala            | Bayern Munich            | [ 16 ] [ 17 ] [ 18 ] |
| Tháng 4  | Álex Grimaldo               | Bayer Leverkusen            | Xavi Simons                  | RB Leipzig                   | Harry Kane               | Bayern Munich            | [ 16 ] [ 17 ] [ 18 ] |
| Tháng 5  | —                           | —                           | —                            | —                            | Marco Reus               | Borussia Dortmund        | [ 16 ] [ 17 ] [ 18 ] |

### Giải thưởng hàng năm
| Giải thưởng                    | Cầu thủ giành giải | Câu lạc bộ       | TK     |
| ------------------------------ | ------------------ | ---------------- | ------ |
| Cầu thủ xuất sắc mùa giải      | Florian Wirtz      | Bayer Leverkusen | [ 19 ] |
| Tân binh xuất sắc của mùa giải | Victor Boniface    | Bayer Leverkusen | [ 20 ] |

### Đội hình của mùa giải

#### kicker
| Vị trí | Cầu thủ           | Câu lạc bộ        | TK     |
| ------ | ----------------- | ----------------- | ------ |
| TM     | Gregor Kobel      | Borussia Dortmund | [ 21 ] |
| HV     | Jeremie Frimpong  | Bayer Leverkusen  | [ 21 ] |
| HV     | Waldemar Anton    | VfB Stuttgart     | [ 21 ] |
| HV     | Jonathan Tah      | Bayer Leverkusen  | [ 21 ] |
| HV     | Álex Grimaldo     | Bayer Leverkusen  | [ 21 ] |
| TV     | Florian Wirtz     | Bayer Leverkusen  | [ 21 ] |
| TV     | Exequiel Palacios | Bayer Leverkusen  | [ 21 ] |
| TV     | Granit Xhaka      | Bayer Leverkusen  | [ 21 ] |
| TV     | Jan-Niklas Beste  | 1. FC Heidenheim  | [ 21 ] |
| TĐ     | Serhou Guirassy   | VfB Stuttgart     | [ 21 ] |
| TĐ     | Harry Kane        | Bayern Munich     | [ 21 ] |

#### EA Sports
| VT | Player           | Club              | TK     |
| -- | ---------------- | ----------------- | ------ |
| TM | Gregor Kobel     | Borussia Dortmund | [ 22 ] |
| HV | Jeremie Frimpong | Bayer Leverkusen  | [ 22 ] |
| HV | Jonathan Tah     | Bayer Leverkusen  | [ 22 ] |
| HV | Waldemar Anton   | VfB Stuttgart     | [ 22 ] |
| HV | Álex Grimaldo    | Bayer Leverkusen  | [ 22 ] |
| TV | Jamal Musiala    | Bayern Munich     | [ 22 ] |
| TV | Granit Xhaka     | Bayer Leverkusen  | [ 22 ] |
| TV | Florian Wirtz    | Bayer Leverkusen  | [ 22 ] |
| TĐ | Serhou Guirassy  | VfB Stuttgart     | [ 22 ] |
| TĐ | Harry Kane       | Bayern Munich     | [ 22 ] |
| TĐ | Victor Boniface  | Bayer Leverkusen  | [ 22 ] |